# 喀尔巴阡山脉
喀尔巴阡山脉（英語：Carpathians，羅馬化：Karpaty），绵延约1500公里，横跨中东欧，穿过捷克共和国、斯洛伐克、波兰、乌克兰和罗马尼亚，是次于斯堪的纳维亚山脉（1700km）的欧洲第二长的山脉。

## 地理
喀爾巴阡山脈的劃分通常分為三個主要部分：
- 西喀爾巴阡山脈：奧地利、捷克共和國、波蘭、斯洛伐克和匈牙利
- 東喀爾巴阡山脈：波蘭東南部、斯洛伐克東部、烏克蘭和羅馬尼亞
- 南喀爾巴阡山脈：羅馬尼亞和塞爾維亞東部

喀尔巴阡山脉西北起自斯洛伐克布拉迪斯拉发附近的多瑙河，向东南延伸成一个巨大的半圆形，属于弧形山脉，止于罗马尼亚奧爾紹瓦附近的多瑙河，全长超过1500公里，宽从12到500公里不等。最高峰是塔特拉山的格尔拉赫峰，海拔2655米，位于斯洛伐克境内。整个山系面积19万平方千米，是次于阿尔卑斯山的欧洲面积第二大的山脉。
喀尔巴阡山脉并非连续不断，而是分成了几个山群。它仅有少数山峰高于2500米，没有常年积雪的山峰。多瑙河是阿尔卑斯山和喀尔巴阡山的分界，也是喀尔巴阡山同巴尔干山区的分界。奧得河与摩拉瓦河谷地将其同西里西亚及摩拉维亚分开。喀尔巴阡山也是黑海和北部诸海的分水岭，也是第一次世界大戰前奧匈帝國與羅馬尼亞王國的國界。
山脉一带的主要城市有: 布拉迪斯拉发、班斯卡-比斯特里察、班斯卡-什佳夫尼察、波普拉德、扎科帕內、克拉科夫、克雷尼察-茲德魯伊、塔爾努夫、热舒夫、克羅斯諾、普热梅希尔、利沃夫、布拉索夫、布加勒斯特等。

## 外部連結
- The Framework Convention for the Protection and Sustainable Development of the Carpathians（页面存档备份，存于）
- Orographic map highlighting Carpathian mountains（页面存档备份，存于）
- Alpinet - Romanian mountain guide（页面存档备份，存于）
- Carpati.org - Romanian mountain guide（页面存档备份，存于）